# Tesín gol
Tesín gol, Tes gol popř. Tes Chem (mongolsky Тэсийн гол neboТэс гол, tuvinsky Тес-Хем) je řeka v Mongolsku (Chövsgölský, Zavchanský, Uvský ajmag) a v Rusku (Tuva). Je 568 km dlouhá. Povodí má rozlohu 33 400 km².

## Průběh toku
Protéká převážně přes severní část Kotliny Velkých jezer. Šířka koryta dosahuje 40 až 120 m. V údolí řeky rostou pásy lužního lesa a keřů. Ústí do jezera Uvs núr, přičemž vytváří rozsáhlou bažinatou deltu, která je zarostlá rákosem.

## Vodní stav
Průměrný roční průtok vody na dolním toku činí 56 m³/s. V létě dochází k povodním a v zimě řeka zamrzá.

## Využití
Využívá se na zavlažování. V údolí řeky leží sídla Cecerleg, Bajan-Ula, Tes (Mongolsko).